# Ejn Dor
Ejn Dor (hebrejsky עֵין דּוֹר, anglicky Ein Dor, v oficiálním seznamu sídel En Dor) je vesnice typu kibuc v Izraeli, v Severním distriktu, v Oblastní radě Jizre'elské údolí.

## Geografie
Leží v nadmořské výšce 174 metrů v Dolní Galileji, na pomezí Jizre'elského údolí (respektive jeho podčásti údolí Bik'at Ksulot) a planiny Ramot Isachar. Ze severu je zdejší krajina ohraničena horou Tavor, na jihozápadě je to masiv Giv'at ha-More. Jde o oblast s intenzivním zemědělstvím. Severně od obce vede vodní tok Nachal Tavor, do kterého západně od vesnice přitéká od jihu vádí Nachal Ejn Dor, které do Nachal Tavor ústí u starobylého sídelního telu Tel Kišjon.
Vesnice se nachází cca 12 kilometrů severovýchodně od centra města Afula, cca 90 kilometrů severovýchodně od centra Tel Avivu a cca 45 kilometrů jihovýchodně od centra Haify. Ejn Dor obývají Židé, přičemž osídlení v tomto regionu je etnicky smíšené. 1 kilometr jižně od vesnice leží obec Kafr Misr, kterou obývají izraelští Arabové. Další arabské vesnice se nacházejí na svazích Giv'at ha-More. Jiné obce v okolní krajině jsou židovské (Kfar Tavor, Gazit).
Ejn Dor je na dopravní síť napojen pomocí lokální silnice číslo 7276.

## Dějiny
Ejn Dor byl založen v roce 1948. Jménem navazuje na biblické město Én-dór, které zmiňuje Kniha Jozue 17,11 Jméno tohoto starověkého města se pak patrně uchovalo v nedaleké arabské vesnici Indur, která se nacházela až do roku 1948 cca 3 kilometry jihozápadním směrem odtud.
Kibuc Ejn Dor vznikl během války za nezávislost a jeho zakladateli byli členové mládežnické organizace ha-Šomer ha-ca'ir, původem zčásti z řad nových přistěhovalců z Německa a USA. Později byla populace posílena dalšími imigranty z Maďarska a Jižní Ameriky.
Ekonomika obce je založena na zemědělství a na podnikání. Pracuje tu průmyslová firma Teldor (טלדור) na výrobu telekomunikačních zařízení. V obci fungují zařízení předškolní péče o děti. Základní škola je v kibucu Merchavija. Je tu k dispozici plavecký bazén, lékařská a zubní ordinace. Dále obchod, společná jídelna a poštovní úřad.

## Demografie
Obyvatelstvo kibucu Ejn Dor je sekulární. Podle údajů z roku 2014 tvořili naprostou většinu obyvatel v Ejn Dor Židé (včetně statistické kategorie "ostatní", která zahrnuje nearabské obyvatele židovského původu ale bez formální příslušnosti k židovskému náboženství).
Jde o menší sídlo vesnického typu s dlouhodobě mírně rostoucí populací. K 31. prosinci 2014 zde žilo 923 lidí. Během roku 2014 populace stoupla o 6,3 %.
| Rok            | 1948 | 1961 | 1972 | 1983 | 1995 | 2001 | 2003 | 2004 | 2005 | 2006 | 2007 | 2008 | 2009 | 2010 | 2011 | 2012 | 2013 | 2014 |
| -------------- | ---- | ---- | ---- | ---- | ---- | ---- | ---- | ---- | ---- | ---- | ---- | ---- | ---- | ---- | ---- | ---- | ---- | ---- |
| Počet obyvatel | 73   | 514  | 616  | 635  | 767  | 774  | 735  | 723  | 692  | 688  | 681  | 687  | 652  | 681  | 729  | 765  | 868  | 923  |